# Nimodipina
La nimodipina, a veces llamada también nimodipino, es un bloqueador de canales de calcio del tipo dihidropiridina, originalmente desarrollada para el tratamiento de la hipertensión arterial. Aunque no suele ser de uso frecuente como indicación para la hipertensión, ha demostrado buenos resultados en la prevención de una de las principales complicaciones de una hemorragia subaracnoidea, una forma de hemorragia cerebral, como lo es el vasoespasmo, por lo que se ha convertido ahora en el principal uso de la nimodipina.

## Indicaciones
Todas las dihidropiridinas difieren en su potencia sobre las distintas redes vasculares. Por ejemplo, la nimodipina ha demostrado tener trofismo por la trama vascular cerebral. Debido a que la nimodipina tiene cierta selectividad poral, su principal indicación es en la prevención del vasoespasmo cerebral y la consiguiente isquemia, una complicación precoz y devastadora de la hemorragia subaracnoidea, que es una forma de sangrado cerebral, específicamente por ruptura de aneurismas intracraneales, independientemente de la condición del paciente después del derrame. Su administración se debe iniciar en los primeros 4 días después de una hemorragia subaracnoidea y se mantiene durante tres semanas. Si la presión arterial desciende más del 5%, se ajusta la dosis. Todavía persiste controversia sobre el uso de la nimodipina por vía intravenosa de manera rutinaria.
Un ensayo en 2003 demostró que la nimodipina es inferior al sulfato de magnesio en la prevención de convulsiones en mujeres con preeclampsia severa.
Mientras que no se indica la nimodipina en traumatismos craneales, se han visto resultados preliminares prometedores en los estudios clínicos recientes. Un estudio en 2009 encontró que los pacientes con traumatismo craneoencefálico grave que recibieron nimodipina, a través de la inyección en un vena periférica, junto con los procedimientos estándar mostraron una significativamente mayor presión de perfusión cerebral y saturación de oxígeno en la vena yugular, mientras que la presión intracraneal, el lactato y la glucosa yugular resultaron estar a niveles más bajos. El estudio concluyó que los valores de la puntuación de Glasgow resultante fueron más elevados, y que el metabolismo cerebral había mejorado.

## Mecanismo de acción
Se cree que la nimodipina produce una relajación del músculo liso arterial y que ello causa vasodilatación, lo que favorece el flujo colateral por medio de la dilatación de las arteriolas de la piamadre.

## Farmacocinética

### Absorción
En humanos, se suele administrar por vía oral y alcanza niveles plasmáticos máximos al cabo de una hora y media. Los sujetos que recibían anticonvulsivantes al mismo tiempo resultaban con concentraciones menores de los esperados de nimodipina en sangre, mientras que aquellos tomando valproato tenían concentraciones marcadamente mayores de los esperados.

### Metabolismo
La nimodipina se metaboliza en reacciones del primer paso. El anillo de dihidropiridina de la nimodipina sufre deshidrogenización en las células hepáticas, una reacción gobernada por el citocromo P-450 (CYP3A). Esa reacción es completamente inhibido por el antibiótico troleandomicina o por el antifúngico ketoconazol.

### Excreción
Ciertos estudios en mamíferos no humanos usando marcadores radioactivos demostraron que entre el 40-50% del fármaco se excreta por vía renal. El nivel de residuo dejado atrás en el cuerpo de simios experimentales nunca llegó a ser más del 1.5%. Se encontraron metabolitos de la nimodipina en la leche materna de ratones de experimentación durante la lactancia.

## Estereoquímica
Nimodipina contiene un estereocentro y consta de dos enantiómeros. Este es un racemato, es decir, una mezcla 1: 1 de ( R ) - y la ( S ) forma:
| Enantiómeros de nimodipina | Enantiómeros de nimodipina |
| -------------------------- | -------------------------- |
| CAS-Nummer: 77940-92-2     | CAS-Nummer: 77940-93-3     |